# 胚胎性癌
胚胎性癌（英語：Embryonal carcinoma），是一类位于卵巢或睾丸的罕见生殖细胞瘤。

## 卵巢胚胎性癌
位于卵巢的胚胎性癌相当少见，佔全部卵巢生殖细胞瘤的3%。确诊的平均年龄为15周岁。其特征和症状各有不同，可能会包括性早熟和不正常的子宫出血。
患者血清中的人体绒毛膜促性腺激素和甲胎蛋白指数可能升高，但这并不排除其他肿瘤（比如卵黄囊瘤），因为很多肿瘤也产生此类血清标记物。在手术中，超过40%案例中的肿瘤类型大过卵巢。这些肿瘤通常很大、位于单侧，中径大约17厘米。有时会需要进行化疗以提高长期存活率。在肉眼检查和组织学分析中，位于卵巢的胚胎性癌情况类似于同类的睾丸胚胎性癌。

## 睾丸胚胎性癌
单纯的睾丸胚胎性癌也很少见，占全部睾丸生殖细胞瘤的10%。但是90%的此类肿瘤均伴有混合非精原生殖细胞瘤。平均的诊断年龄为31周岁，并常见睾丸肿块伴有疼痛。50%至三分之二的患者在检测中均为恶性肿瘤。
通过超声波检查，一些症状包括有明显的睾丸重量增强或单侧睾丸增长趋势。肿瘤的特征和症状和恶性转移有关联，包括有后背疼痛、呼吸困难、咳嗽、咯血、吐血和神经异常等。男性胚胎性癌的血清甲胎蛋白指数通常都在正常指数。过高的AFP指数暗示着存在混合生殖细胞瘤的可能，比如卵黄囊瘤。

## 病理特征
肉眼检查通常能够发现2-3厘米浅灰色的肿瘤，伴有出血和坏疽。

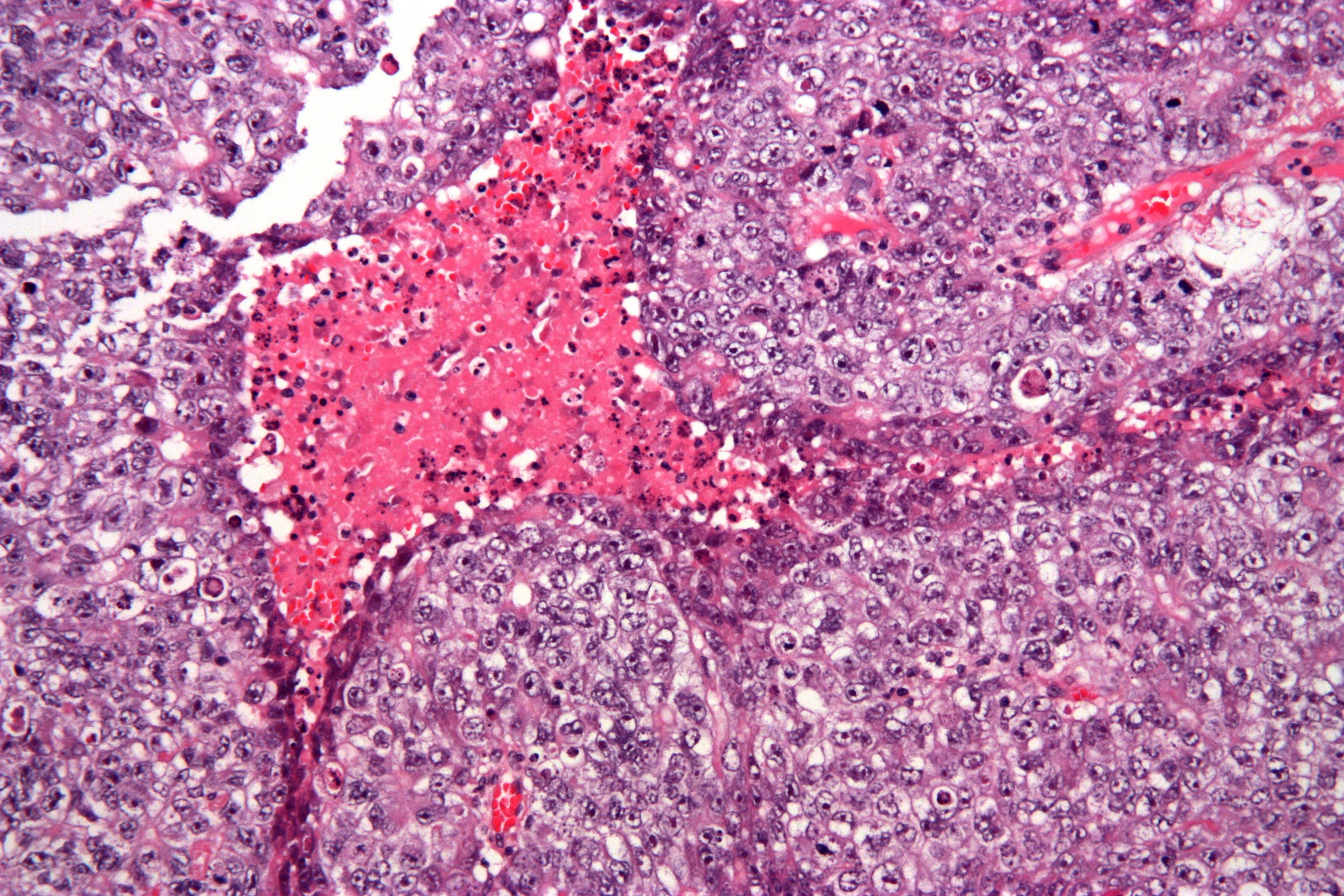
高度显微镜下的胚胎性癌

显微镜下的特征有细胞边界不清、有丝分裂、多样性体系结构（管状乳头状、腺状、实体、胚胎性组织）、核重叠及坏死。去区分它和其他肿瘤（比如精原细胞瘤、畸形恶瘤、卵黄囊瘤和支持-间质细胞瘤）的一类重要特质是，胚胎性癌细胞既有向胚外也有向胚内分化的潜能；比如在睾丸中，这类癌细胞试图形成原始的小管组织。